# Copidognathus bituberosus
Copidognathus bituberosus är en kvalsterart som beskrevs av Newell 1971. Copidognathus bituberosus ingår i släktet Copidognathus och familjen Halacaridae. Inga underarter finns listade i Catalogue of Life.